# Fidel Ortiz
Fidel Ortíz Tovar, född 10 oktober 1908 i Mexico City, död 9 september 1975 i Mexico City, var en mexikansk boxare.
Ortiz blev olympisk bronsmedaljör i bantamvikt i boxning vid sommarspelen 1936 i Berlin.